# Il giaciglio d'acciaio
Il giaciglio d'acciaio è un racconto della scrittrice italoamericana Ben Pastor. Narra la partecipazione all'assedio di Stalingrado di Martin Bora, ufficiale della Wehrmacht già protagonista di una serie di romanzi a sfondo giallo-storico, ambientati durante la Seconda guerra mondiale. Qui Bora è alle prese non con un'indagine, bensì con un'esperienza di tipo più personale.
Il racconto infatti fa parte di un'antologia in cui alcuni autori gialli italiani e stranieri pongono i rispettivi personaggi ricorrenti (tutti in qualche modo investigatori per caso) al centro di storie ove l'aspetto poliziesco manca totalmente, oppure si colloca sullo sfondo di vicende in cui i protagonisti rivelano soprattutto il proprio lato privato.

## Struttura
Il racconto, preceduto da una breve nota editoriale che illustra le caratteristiche salienti del personaggio (a favore di chi eventualmente non conosca i romanzi) è narrato in prima persona dallo stesso Martin Bora.
 Tutti i romanzi, anche se contengono lettere o stralci dal diario del protagonista, sono invece narrati in terza persona.

## Titolo
Il titolo del racconto richiama il verso di una poesia di Federico García Lorca, parzialmente citata in esergo e anche nel corso della narrazione, in una lettera mai spedita che Bora scrive alla moglie Benedikta.
(Federico García Lorca, Romance sonámbulo, vv.1-2; 14-16; 35-38)
Nel racconto l'idea del "giaciglio d'acciaio" come luogo in cui morire si lega anche allo sfondo dell'azione: Stalingrado, il cui nome significa appunto "città d'acciaio".

## Trama
È la vigilia di Natale del 1942: l'assedio di Stalingrado, la cui ultima fase è iniziata a novembre, si trascina stancamente. Per le forze superstiti della 6ª Armata tedesca le cose non si mettono bene: i russi hanno compiuto un accerchiamento quasi completo, immobilizzandole e minacciandole sempre più da vicino. Proprio quel giorno Martin Bora è stato promosso al grado di maggiore, ma ha anche ricevuto pessime notizie dal Quartier Generale: i tedeschi non riceveranno né rinforzi né soccorsi e dovranno continuare a cavarsela da soli, finché sarà possibile. È una sorta di implicita condanna a morte di cui Bora, per il momento, informa solo il suo sottoposto, il sergente Nagel.
 Natale viene celebrato con sobrietà e tristezza, poi si torna alla situazione ormai consueta: spari dai cecchini, attacchi improvvisi, esplosioni, morti e feriti da entrambe le parti, numerosi suicidi tra le file tedesche.
 Come ormai è sua abitudine Bora scrive il proprio diario, e alcune lettere alla famiglia. Ma si fa anche travolgere da pensieri e ricordi, da immagini del passato dominate - per contrasto con il biancore oppressivo della neve che lo circonda - dal colore verde: il verde delle foglie, dell'erba, di un abito della moglie, della vita, derivato in parte dalla suggestione contenuta nei versi iniziali di una ballata di Federico García Lorca.
 Dopo circa un mese la situazione è ancora invariata. il Quartier Generale cessa di inviare ordini, lasciando in pratica i reparti liberi di scegliere cosa fare o come morire. Non più obbligati a mantenere la posizione, Bora e i suoi uomini superstiti scelgono di cercare una via di fuga. Pieni di paura, ma anche di speranza, si apprestano ad uscire dalla città.

## Cronologia
I fatti narrati nel racconto si estendono dal 24 dicembre 1942 al 25 gennaio 1943.

## Edizione italiana
- Ben Pastor, Il giaciglio d'acciaio, pag.179-218, in A.A.V.V., Un Natale in giallo, Sellerio, 2011 - ISBN 88-389-2607-7